# Caesar und Cleopatra (1970)
Caesar und Cleopatra ist die 1970 geschaffene Aufzeichnung des Deutschen Fernsehfunks einer Inszenierung von Ottofritz Gaillard der gleichnamigen Historie in fünf Akten George Bernard Shaws in der Übersetzung von Siegfried Trebitsch an der Volksbühne Berlin.

## Handlung
Julius Caesar marschiert mit seinen Legionen in Ägypten ein und begrüßt eine Sphinx, in der er einen gleichrangigen Partner erkennt. Plötzlich spricht ihn eine weibliche Stimme vom Fuße der Sphinx mit „Alter Herr“ an und bittet ihn, nicht fortzulaufen. Er erkennt eine 16-jährige junge Frau, die ihn auffordert, zu ihr herauf zu kommen, da er sonst von den Römern aufgefressen wird. Sie stellt sich als Cleopatra, Königin von Ägypten vor, die sich hier auf der Flucht vor den Römern befindet. Im Normalfall würde sie im Palast in Alexandria wohnen, doch dort regiert ihr kleiner Bruder Ptolemäus, der sie von dort vertrieben hat. Dann gibt sich Julius Caesar als Römer zu erkennen, weshalb sich Cleopatra sehr erschreckt, doch er kann sie beruhigen und sie nimmt ihn mit in ihren Palast.
Mit Caesars Unterstützung kann sich Cleopatra das erste Mal in ihrem Leben gegen ihre Amme Ftatateeta durchsetzen, was ihr große Freude bereitet. Jetzt fühlt sie sich wirklich als Königin und da die Römer vor dem Tor stehen, kleidet sie sich auch entsprechend. Die nun eintretenden Legionäre salutieren natürlich vor ihrem Anführer, so dass Cleopatra endlich erkennt, mit wem sie es die ganze Zeit zu tun hatte. Obwohl sie eigentlich nur junge, kräftige Männer mag, gelingt es dem alten Mann, sie in dieser Nacht zur Frau zu machen.
Doch Julius Caesar muss weiter marschieren, denn der wahre Herrscher Ägyptens residiert in Alexandria. Es ist Pothinus, der Vormund von Cleopatras Bruder. Cleopatra, die mit nach Alexandria reist, schmeißt als erstes ihren Bruder vom Thron, holt ihn aber auf Caesars Anraten wieder zurück, als dieser hört, dass es in Ägypten Sitte unter den Herrschenden ist, nur Blutsverwandte heiraten zu dürfen, weshalb Ptolemäus nicht nur ihr Bruder, sondern auch ich zukünftiger Ehemann ist. Caesar hat die Idee einer Doppelherrschaft, die aber von Pothinus nicht akzeptiert wird und der ihn verhaften lassen will, was nicht gelingt. Man wirft Caesar auch vor, nicht genügend zu würdigen, dass die Ägypter Pompejus geköpft haben, der vor ihm geflohen ist, weil beide Gegner waren. Dann verlässt der Hofstaat den Königspalast, um ihn kurze Zeit später mit seiner starken Armee zu belagern, nachdem diese bereits zuvor einen Teil der römischen Legionen geschlagen hat.
Caesar beschließt, den Leuchtturm von Alexandria, der sich auf einer Insel vor der Stadt befindet zu besetzen, um so einen Rückweg nach Rom für sich und seine restlichen Truppen zu sichern. Cleopatra will er auf diese Mission nicht mitnehmen, worüber sie sehr enttäuscht ist. Nach seiner Abfahrt kommt Apollodorus, ein Künstler und Teppichhändler aus Sizilien, der mit der Hilfe Ftatateetas bis zum Palast der Königin vordringen kann. Da Cleopatra den Palast nicht verlassen darf, kommt sie auf die Idee, sich in einem Teppich eingewickelt von Apollodorus zum Leuchtturm bringen zu lassen, was auch gelingt. Doch die Insel wird von den ägyptischen Truppen angegriffen, so dass Caesar und Cleopatra sich nur schwimmend retten können.
Wieder im Palast in Alexandria angekommen, muss Caesar noch sechs Monate die Belagerung über sich ergehen lassen. In dieser Zeit wird Cleopatra immer selbstbewusster und sie fühlt sich jetzt in der Lage, in Zukunft ohne Caesars Unterstützung das Land allein zu regieren. Das erzählt sie auch Pothinus, der seit einem halben Jahr als Gefangener mit im Palast wohnt. Doch seine Bitte, ihm die Freiheit zu schenken, lehnt sie ab. Deshalb geht er zu Caesar und erzählt ihm, dass sich die Königin wünscht, er solle wieder nach Rom reisen, damit sie alleinige Herrscherin in Ägypten werden kann. Für diesen Verrat lässt Cleopatra den Vormund ihres Bruders durch ihre Amme Ftatateeta umbringen. In ihrer überheblichen Selbstsicherheit erklärt Cleopatra dem Feldherrn und Freund Caesars Rufio, dass eine Frau Pothinus umgebracht hat, wofür nur ihre Amme in Frage kommt. Kurze Zeit später wird Ftatateeta von ihr tot aufgefunden.
Caesar gewinnt wieder die Macht über Alexandria und kann somit zurück nach Rom fahren. Vor seiner Abreise ernennt er noch Rufio zu seinem Statthalter in Ägypten. Nur Cleopatra will sich nicht gebührend von ihm verabschieden, was sich erst ändert, als Caesar verspricht, ihr Marcus Antonius zu schicken, einen jungen, starken und gut aussehenden Mann, den sie bereits vor Julius kannte und in den sie bereits als 13-Jährige verliebt war. Als Apollodorus sie trösten will und ihr sagt, dass Caesar bestimmt wiederkommen wird, antwortet sie nur: „Ich hoffe nicht“.

## Produktion und Veröffentlichung
Die Premiere dieser Inszenierung fand am 9. September 1967 in der Berliner Volksbühne in der Gesamtausstattung von Wilfried Werz statt. Die Erstausstrahlung erfolgte im 2. Programm des Deutschen Fernsehfunks am 16. Mai 1970 als Direktübertragung in Farbe.

## Kritik
Im Neuen Deutschland  bemerkte Rainer Kerndl zur Premiere 1967: 

„Die Schärfe der Gedanken findet Ausdruck im szenischen Vorgang. Der geistvoll entlarvende Witz bleibt nicht nur Ergebnis amüsanter Dialoge; er teilt sich mit aus prall und straff gespielten Situationen. Der sehr politische – und sehr aktuelle – Spott wird zum handfesten Theaterereignis. Die humorvolle Zuspitzung mancher Szenen wird kräftig ausgespielt.“